# عوس
العَوْس (الاسم العلمي: Eos)، جنس طير من المتسلّقات وفصيلة ببغاوات العالم القديم. أنواعه المعروفة 6 موطنها
الجزر الشرقية لإندونيسيا. ملجنها الحياتي جماعي. أفواجها تُراوح من 20 إلى 100 زوج. أجسامها معتدلة القد. أثوابها تراوح من الحمرة الأرجوانية إلى البرتقالية. موائلها الغابات مزارع جوز الهند وأشجار المنغروف، قوتها رحيق الأزهار وحبوب اللقاح، وكذلك تتغذى على الفواكه والحشرات.